# 악셀 위첼
악셀 로랑 엔젤 랑베르 위첼(프랑스어: Axel Laurent Angel Lambert Witsel, 1989년 1월 12일 ~ )는 벨기에의 축구 선수로, 현재 스페인 라리가의 지로나 소속이다. 포지션은 수비형 미드필더, 중앙 수비수이다.

## 선수 경력
비첼은 2006년 9월 17일 FC 브뤼셀과의 경기에서 89분, 스테번 드푸르와 교체되면서 17세의 나이에 데뷔전을 치렀다.
그는 2007-08 시즌, 18세의 어린 나이에 팀의 벨기에 리그 우승을 이끈 핵심 선수였으며, 일 년 동안 다른 벨기에의 재능들인 마루안 펠라이니, 스테번 드푸르와 함께 굉장히 어린 중원을 형성하였다. 다음 시즌에는 챔피언십 플레이오프에서 페널티킥으로 결승골을 성공시키며 팀의 리그 우승을 도왔다.
2009년 8월 30일, 비첼은 안데를레흐트와 스탕다르의 경기 도중, 폴란드의 마르친 바실레프스키 (Marcin Wasilewski)의 다리에 위험한 태클로 치명적인 부상을 입혀 레드 카드를 받았으나, 주심의 판단에 항의하는 모습을 보였다. 그는 곧 사과했지만, 이 일로 인해 안데를레흐트, 폴란드 팬들과 언론 매체의 큰 비난의 대상이 되었다.
또한 그는 2014년 브라질월드컵에 출전하여, 팀이 8강에 오르는데 큰 활약을 하였다.

## 여담
그의 아버지는 마르티니크 뿌리를 두고 있는 전 축구 선수이다.

## 출전
| 클럽                | 시즌    | 리그 | 리그 | 컵   | 컵   | 대륙 | 대륙 | 기타 | 기타 | 합계 | 합계 |
| 클럽                | 시즌    | 출전 | 득점 | 출전 | 득점 | 출전 | 득점 | 출전 | 득점 | 출전 | 득점 |
| ------------------- | ------- | ---- | ---- | ---- | ---- | ---- | ---- | ---- | ---- | ---- | ---- |
| 스탕다르 리에주     | 2006-07 | 16   | 2    |      |      | 1    | 0    |      |      | 17   | 2    |
| 스탕다르 리에주     | 2007-08 | 33   | 7    |      |      | 3    | 1    |      |      | 36   | 8    |
| 스탕다르 리에주     | 2008-09 | 35   | 8    |      |      | 10   | 1    | 1    | 0    | 46   | 9    |
| 스탕다르 리에주     | 2009-10 | 27   | 6    | 1    | 1    | 12   | 3    | 1    | 1    | 41   | 11   |
| 스탕다르 리에주     | 2010-11 | 37   | 10   | 6    | 2    |      |      |      |      | 43   | 12   |
| 벤피카              | 2011-12 | 29   | 1    | 5    | 2    | 14   | 2    |      |      | 49   | 5    |
| 벤피카              | 2012-13 | 3    | 0    |      |      |      |      |      |      | 3    | 0    |
| 제니트              | 2012-13 | 19   | 4    | 3    | 0    | 9    | 1    |      |      | 31   | 5    |
| 제니트              | 2013-14 | 30   | 4    | 1    | 0    | 11   | 0    | 1    | 0    | 43   | 4    |
| 제니트              | 2014-15 | 28   | 4    | 1    | 0    | 13   | 2    |      |      | 42   | 6    |
| 제니트              | 2015-16 | 29   | 3    | 4    | 2    | 7    | 1    | 1    | 0    | 41   | 6    |
| 제니트              | 2016-17 | 16   | 1    | 1    | 0    | 6    |      |      |      | 23   | 1    |
| 텐진 취안젠         | 2017-18 | 36   | 5    | 3    | 1    | 8    | 0    |      |      | 47   | 6    |
| 보루시아 도르트문트 | 2018-19 | 33   | 4    | 3    | 1    | 7    | 0    |      |      | 43   | 6    |
| 보루시아 도르트문트 | 2019-20 | 28   | 4    | 3    | 0    | 7    | 0    | 1    | 0    | 39   | 4    |
| 보루시아 도르트문트 | 2020-21 | 15   | 0    | 2    | 0    | 5    | 1    |      |      | 22   | 1    |
| 보루시아 도르트문트 | 2021-22 | 29   | 2    | 3    | 0    | 8    | 0    | 1    | 0    | 41   | 2    |
| 아틀레티코 마드리드 | 2022-23 | 33   | 0    | 4    | 0    | 6    | 0    |      |      | 43   | 0    |
| 아틀레티코 마드리드 | 2023-24 | 35   | 2    | 5    | 0    | 10   | 0    | 1    | 0    | 51   | 2    |
| 아틀레티코 마드리드 | 2024-25 | 12   | 0    | 3    | 0    | 4    | 0    |      |      | 19   | 0    |

## 수상

#### 스탕다르 리에주
- 벨기에 프로 리그 : 2007–08, 2008–09
- 벨기에 컵 : 2010–11
- 벨기에 슈퍼컵 : 2008, 2009

#### 벤피카
- 타사 다 리가 : 2011-12

#### 제니트 상트페테르부르크
- 프리미어리그 : 2014-15
- 러시아 컵 : 2015-16
- 러시아 슈퍼컵 : 2015

#### 보루시아 도르트문트
- DFB 포칼 : 2020-21
- DFL 슈퍼컵 : 2019

#### 벨기에
- FIFA 월드컵 : 3위 (2018)
- UEFA 네이션스리그 준우승 : 2020-21

### 개인
- 벨기에 올해의 영플레이어 : 2007-08
- 벨기에 골든슈 : 2008
- UEFA 유로 2016 맨 오브 더 매치 : vs. 아일랜드 (조별리그)

## 같이 보기
- A매치 100경기 이상 출전한 축구 선수 명단